# Самара (місто)
Сама́ра (рос. Сама́ра) — місто в Середньому Поволжі Росії, адміністративний центр Самарської області, утворює муніципальний округ «міський округ Самара». У 1918 році місто було столицею Російської Республіки Комуча, а з 1935 по 1991 рік називалося Куйбишев, на честь радянського партійного та державного діяча Валеріана Куйбишева.
Населення (2024) — 1,15 млн осіб у межах муніципального утворення (6-е місце в РФ після Москви, Санкт-Петербурга, Новосибірська, Єкатеринбурга, Нижнього Новгорода) та 2,37 млн осіб в агломерації, що включає Тольятті й міста-супутники Новокуйбишевськ, Кінель, Жигульовськ, Чапаєвськ тощо. (3-є місце в РФ — після Москви й Санкт-Петербурга).
Розташований на лівому піднесеному березі Волги навпроти Самарської Луки, при впаданні в неї річки Самари (звідси назва міста).
Великий економічний, транспортний, науково-освітній та культурний центр. Основні галузі промисловості: машинобудування, нафтопереробка і харчова промисловість.
Самара була заснована за указом царя Федора у 1586 році у як сторожова фортеця Самарське містечко. З 1935 по 1991 рік місто носило назву Куйбишев . У Самарі найдовша в Росії набережна і найвища будівля вокзалу в Європі. Також Площа ім. Куйбишева є найбільшою площею в Європі.
Самара входить до складу Приволзького федерального округу.

## Історія

### Заснування міста
Місто отримало назву від річки Самари.
Згадка поселень біля Самарської Луки, в тому числі пристані з «крепостцами зі служивий людьми» у місця впадання річки Самари в Волгу в російських літописах припадає на 1361 рік, а поселення-пристань Samar вперше зазначено на карті венеційських купців Піцігано у 1367 році.
Офіційна дата заснування фортеці — 1586 рік, коли за наказом царя Федора Іоанновича на березі Самари під керівництвом князя Григорія Засєкіна стала будуватися фортеця Самарське містечко.
До початку зведення в гирлі річки Самари російської фортеці московський уряд вело переговори з ногайським мурзою. Щоб не дратувати його, влада мотивувала будівництво виключно цілями захисту ногайців «од воров' од козаків».
Основне призначення фортеці полягало в тому, що вона дозволяла контролювати величезну територію середньої течії Волги і гирла Самари, вести планомірне завоювання земель, прикриття Московії від набігів кочівників та забезпечення водного шляху від Казані до Астрахані.
Фортеця була побудована на місці, де пізніше була розташована Хлібна площа. Першими жителями стали служиві люди: діти боярські, стрільці, гармаші і коміри, які несли сторожову службу, охороняючи нову фортецю «од воров'» і від ногайських нападів. До наших днів фортеця не збереглася, однак у 1986 році, з нагоди чотирьохсотріччя міста, на розі вулиць Водників і Кутякова були зведені зруб, що імітує одну з башт самарської фортеці, і фрагмент стіни з пам'ятною дошкою.

### Повітове місто
У 1688 році Самара отримала статус міста і стала виконувати функції військової прикордонної бази та центру торгівлі зі Сходом.
У 1708 році при Петра I Самара стала дев'ятим містом щойно створеної Казанської губернії, а в 1719 була приписана до Астраханської. У той час в Самарі налічувалося 210 дворів.
У XVII—XVIII століттях Самара опинилася в центрі двох так званих селянських повстань. У 1670 році Самара була захоплена військами Степана Разіна, а в 1773 році Самара була першим містом, що перейшли на сторону Омеляна Пугачова.
У 1740-ві роки Самара стала центром розміщення Оренбурзької експедиції, що створила міста Оренбург і Ставрополь. Одним із чотирьох її керівників був В. М. Татищев.
Між 1773 і 1780 роками Самара перетворилася на заштатне місто, а центром повіту стало місто Ставрополь, нині Тольятті. У 1780 році був створений повіт (в ході повітової реформи Катерини II) на чолі з Самарою, який увійшов в Симбірську губернію. Незабаром в Самарі відкрилися повітові «присутствені місця»: правління городничого, магістрат, казначейство, дворянська опіка, повітовий, земський і сирітські суди.
У 1782 році затвердили перший генеральний план забудови міста.

### Губернське місто

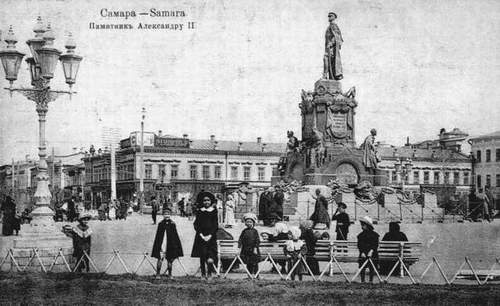
Пам'ятник імператору Олександру II, встановлений у 1889 році

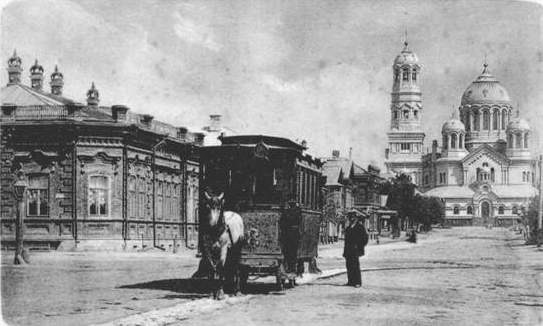
Вулиця Соборна, початок XX століття

6 грудня 1850 року імператор Микола І видав Указ Уряду Сенату про створення Самарської губернії, центром якої стала Самара з населенням в 15 тисяч жителів. До кінця XIX століття населення Самари досягло 90 тисяч осіб, а до 1916 року тут вже проживало близько 150 тисяч чоловік.
У цей час Самарська губернія стояла на першому місці в Російської імперії за кількістю збираної пшениці. Активна торгівля колоніальними, мануфактурними та іншими товарами здійснювалася в 375 крамницях. Щотижня на двох площах проводилися базари. Протягом року проходили три великі ярмарки: Соборна (осіння), Казанська і Воздвиженська (літні), які тривали по десять днів, на ярмарках торгували, переважно, зерном, салом, шерстю, кіньми, шкірами, худобою, верблюжим сукном.
У 1874 році була створена Оренбурзька залізниця, з 1877 року пройшла через Самару.
Самарська пристань визнавалася однією з найкращих на Волзі, і щорічно з неї йшло і сюди ж прибувало до тисячі суден з різними вантажами.

### Столиця Російської Республіки
Звістка про лютневий державний переворот в Петрограді прийшла до Самари 1 березня 1917 року. Для обговорення подій була скликана нарада міської думи. На ній виконувач обов'язків міського голови В. П. Ушаков прочитав телеграму голови Державної думи Російської імперії М В. Родзянко про те, що був обраний «особливий Тимчасовий міський комітет безпеки» для вироблення екстрених заходів до підтримання порядку і спокою в місті, який буде поповнюватися представниками різних громадських організацій.
Новина про повалення існуючого ладу швидко поширилася в казармах, солдати стали приєднуватися до мітингів робітників, службовців, учнів міста, а після отримання Наказу № 1 Петроградської Ради у військових частинах Самарського гарнізону стали утворюватися солдатські комітети. Рада робочих депутатів сприяв організації Ради солдатських депутатів, і 7 березня 1917 року відбулося їх перше спільне засідання; переважна більшість у Самарському Раді солдатських депутатів на перших порах належало есерам і меншовикам.
Жовтнева революція 1917 року сталася в місті без єдиного пострілу. Про перемогу радянської влади оголосив зі сцени цирку-театру «Олімп» (сучасна філармонія) В. В. Куйбишев.
У червні 1918 року радянська влада в місті була повалена з'єднаними зусиллями міських повстанців і чехословацького корпусу з військовополонених австро-угорської армії. На чотири місяця місто стало столицею Російської Республіки Комуча, комітету колишніх членів установчих зборів, які прагнули відновити в Росії демократію.
У цей момент була створена Російська республіка з декількох губерній, зайнятих чехами, і Самара стала її столицею.
7 жовтня 1918 року радянська влада була відновлена при відступі чехів з міста і входу туди частин Червоної армії під командуванням Василя Чапаєва і Гая Гая.

## Клімат
| Клімат Самара            | Клімат Самара | Клімат Самара | Клімат Самара | Клімат Самара | Клімат Самара | Клімат Самара | Клімат Самара | Клімат Самара | Клімат Самара | Клімат Самара | Клімат Самара | Клімат Самара | Клімат Самара |
| Показник                 | Січ.          | Лют.          | Бер.          | Квіт.         | Трав.         | Черв.         | Лип.          | Серп.         | Вер.          | Жовт.         | Лист.         | Груд.         | Рік           |
| Абсолютний максимум, °C  | 4,2           | 6,8           | 16,6          | 31,1          | 34,4          | 38,4          | 39,0          | 36,9          | 33,8          | 26,0          | 14,6          | 7,3           | 39,0          |
| Середній максимум, °C    | −7,8          | −6,6          | −0,3          | 11,8          | 20,6          | 25,0          | 26,3          | 24,3          | 18,2          | 8,9           | −0,3          | −5,3          | 9,6           |
| Середня температура, °C  | −11,1         | −10,4         | −4,1          | 6,9           | 14,8          | 19,4          | 20,9          | 18,6          | 12,9          | 5,1           | −2,9          | −8,2          | 5,2           |
| Середній мінімум, °C     | −14,2         | −13,8         | −7,6          | 2,7           | 9,6           | 14,3          | 16,0          | 13,8          | 8,7           | 2,0           | −5,2          | −11,1         | 1,3           |
| Абсолютний мінімум, °C   | −43           | −36,9         | −31,4         | −20,9         | −4,9          | −0,4          | 2,0           | 2,3           | −3,4          | −15,7         | −28,1         | −41,3         | −43           |
| Норма опадів, мм         | 46            | 35            | 33            | 31            | 39            | 32            | 58            | 52            | 45            | 52            | 54            | 51            | 561           |
| ------------------------ | ------------- | ------------- | ------------- | ------------- | ------------- | ------------- | ------------- | ------------- | ------------- | ------------- | ------------- | ------------- | ------------- |
| Джерело: Погода и климат |               |               |               |               |               |               |               |               |               |               |               |               |               |

## Економіка
Самара має вельми розвинуті галузі промисловості: машинобудування, металургія, переробка нафти і газу (ЮКОС), хімічної промисловості та виробництва продуктів харчування (наприклад, Nestlé). Самара також є центром космічної промисловості, у місті розташовані потужності «ЦСКБ-Прогрес», які виробляють, серед інших ракетоносії Союз. Через наявність оборонних підприємств Самара за часів Холодної Війни, була закритим містом. Місто також дало своє ім'я автомобілям сімейства Лада, а саме: Лада Самара, на заводі АвтоВАЗ у сусідньому Тольятті. У Тольятті також розташована гребля Самарського водосховища.

## Транспорт
Самара розташована на перетині залізничних, водних, автомобільних шляхів.

### Автошляхи
Через місто прямують автошляхи федерального значення:
- M5, E30, AH6, AH7 Москва — Самара — Уфа — Челябінськ.
- M32 E 121 AH63 Самара — Уральськ — Актобе — Шимкент.

Дороги регіонального значення:
- Р178 Саранськ — Ульяновськ — Димитровград — Самара;
- Р224 Самара — Пугачов — Енгельс — Волгоград,
- Р225 Самара — Бугуруслан;
- Р226 Волгоград — Саратов — Самара.

### Авіаційний транспорт
Самара має такі аеропорти і аеродроми:
- Курумоч
- Безім'янка
- Кряж
- Смишляєвка

### Комунальний транспорт
Самара має такі види громадського транспорту:
- міський автобус (68 маршрутів),
- тролейбус (19 маршрутів)
- трамвай (24 маршрути)
- маршрутне таксі
- метрополітен

### Річковий транспорт
Водні транспортні шляхи, що дозволяють приймати судна системи «річка-море», мають розвинені під'їзні комунікації, вантажно-розвантажувальні і термінальні комплекси.
Самарський річковий порт — найбільший транспортний вузол у Середньому Поволжі Росії. Географічне розташування порту, що межує з розвиненою системою залізниць і автомагістралей, дозволяє забезпечити економічно вигідні транспортні зв'язки з Уралом, Сибіром, Середньою Азією, районами Центру та Півночі європейської частини Росії. Порт також має виходи до зони Волго-Камського і Волго-Донського басейнів, Балтійського, Білого, Азовського, Чорного, Каспійського, Середземного морів.
Потік пасажирського транспорту обслуговується Самарським річковим вокзалом і низкою дебаркадерів за напрямками на Проран, Рождествено, Ульяновський узвіз, Октябрський узвіз, Осипенко, Зелений гай, Барбошіна поляна, Пляж ім. Фрунзе, Підгір'я, Гаврилова поляна, Нижній пляж, Шелехметь, Вінновка, Ширяєве, Богатир. Основним напрямком пасажирської навігації є лінія «Самара-Проран-Рождествено», що обслуговується як пасажирськими судами, так і цілою низкою поромів. У зимовий період навігація за цим напрямком здійснюється судами на повітряній подушці.

## Адміністративний поділ
Міський округ Самара включає селище Козелком і село Ясна Поляна.
Окрім того, міський округ Самара внутрішньо розділений на дев'ять адміністративних районів:
- Залізничний район (рос. Железнодорожный) — район утворений 11 грудня 1970 року Указом Президії Верховної Ради СРСР № 1118 «Про утворення Залізничного району в місті Куйбишеві Куйбишевської області». Площа району 1960 га. На його території розташований залізничний вокзал, 13 великих промислових підприємств. На території району розташовані: Парк імені Щорса, МП «Спецкомбінат ритуальних послуг», МП «Самарський метрополітен», державна установа культури Самарської області «Самарський театр юного глядача „СамАрт“», кінотеатр «Росія», Самарський фізкультурно-спортивний клуб Локомотив (структурний підрозділ фізкультурно-спортивного центру структурного підрозділу дирекції соціальної сфери структурного підрозділу Куйбишевської залізниці філії ВАТ «РЖД»), спеціалізована дитячо-юнацька спортивно-технічна школа з військово-прикладного багатоборства «РОСТО (ДОСААФ)»[12];
- Кіровський район (рос. Кировский) — район утворений 13 березня 1942 відповідно до Указу Президії Верховної Ради РРФСР внаслідок переділу Молотовського міського району. До його складу увійшла територія Зубчаніновского сільської Ради Молотовського сільського району Куйбишевської області. Район займає північно-східну частину території міського округу Самара і межує з Промисловим і Красноглінським районами міського округу і Волзьким сільським районом Самарської області. Район є одним з найбільших у місті Самарі (87,5 км²), з могутнім економічним, науковим та інженерно-технічним потенціалом, творчими досягненнями та традиціями. До складу району входить значна частина масиву Безім'янка, Аеропорт-2, 15-й мікрорайон, Металург, селище Зубчаниновке[13];
- Красноглинський район (рос. Красноглинский) — займає територію 147 км², розташований за півгодини їзди від центру Самари, має численні зелені зони, зокрема Соколині гори, ліси першої категорії, лугові простори, річки Волга і Сок. Район володіє природними ресурсами загальнонаціонального значення. Складається з п'яти селищ: смт Береза, смт Управлінський, п. Мехзавод, п. Червона Глінка, п. Прибережний. На території району розташовані великі промислові підприємства ВАТ «Самарський завод „Електрощит“», ВАТ СНТК ім. М. Д. Кузнєцова, Філія «НІЦ-НК» (п. Прибережний), ВАТ «Кузнєцов», завод «PepsiCo», ВАТ «Салют»[14];
- Куйбишевський район (рос. Куйбышевский) — розташований в південній частині міста на лівому березі річки Самара. Створений 10 серпня 1943 року Указом Президії Верховної Ради СРСР шляхом розподілу Дзержинського району, на місці колишнього пристанційного селища «Кряж», селища «Засамарська слобода», селища «Піщана Глінка» і прилеглих до них земель у зв'язку з необхідністю будівництва тут нафтопереробного заводу. Територія району становить 7800 га і поділена на 5 мікрорайонів. Складається з декількох селищ: 116 км, 113 км, Кряж, Рубіжне, Кірзавод, Військове містечко, Суха Самарка, Радгосп «Кряж», Радгосп «Валігура»[15].;
- Ленінський район (рос. Ленинский) — район є одним з найстаріших районів міста, по суті виконуючи роль центру ділового, культурного та адміністративного життя. Площа району становить 5,4 км². У сучасних межах існує з 20 вересня 1979 року. Межі визначені рішенням Куйбишевського міської Ради народних депутатів від 20.09.1979 р. № 635 «Про затвердження меж районів міста Куйбишева»[16];
- Жовтневий район (рос. Октябрьский) — займає центральне розташування в міській забудові. Район займає площу 1610 га. У районі 72 навчальних заклади, 52 заклади охорони здоров'я, 14 закладів культури: бібліотеки обласного та районного масштабу, музеї, дитячі музичні школи[17];
- Промисловий район (рос. Промышленный) — утворений відповідно до Указу Президії Верховної Ради від 5 квітня 1978 «Про утворення Промислового району в м. Куйбишеві Куйбишевської області»[18]. Район розташований в північно-східній частині міста. Промисловий район має протяжність 12,3 км з північного заходу на південний схід і ширину (в середньому) 2,4 км. Площа району становить 4,86 тис. га. Це один з найбільших районів міста з чисельністю населення 267 тисяч осіб. За кількістю постійно населення Промисловий район займає 2 місце по Самарській області та 1 серед районів міста[19];
- Самарський район (рос. Самарский) — розташований в південно-західній частині Самари. Район був створений 7 серпня 1956 року Указом Президії Верховної Ради СРСР після скасування Дзержинського, Фрунзенського та Пролетарського районів. Територія району становить 4500 га (без острова Поджабний)[20]. На території району розташована пішохідна вулиця Ленінградська, площа Революції з пам'ятником В. І. Леніну та Хлібна площа, названа так на пам'ять про проведення тут хлібних торгів;
- Радянський район (рос. Советский) — район був створений 25 серпня 1939 шляхом виділення з Пролетарського району і спочатку іменувався «Молотовський». 10 серпня 1957 за Указом Президії Верховної Ради РРФСР Молотовський район був перейменований в Совєтський. Район розташований в північно-східній частині міста. Площа району — 48,5 км². До 1939 року район був місцем земельних угідь і дач[21].

## Освіта
- Самарський державний університет
- Самарський державний економічний університет
- Самарський державний аерокосмічний університет
- Самарський державний медичний університет
- Самарський державний технічний університет
- Самарський державний університет шляхів сполучення
- Самарський муніципальний інститут управління

## Культура
- Самарська державна філармонія

### Театри
- Самарський театр драми імені М. Горького
- Самарський академічний театр опери та балету
- Самарський обласний державний театр ляльок
- Самарський театр-центр юного глядача «СамАрт»
- Самарський муніципальний театр «Самарська площа»
- Соціальний експериментальний театр «Крила»

### Музеї
- Самарський обласний історико-краєзнавчий музей імені П. В. Алабіна
- Самарський обласний художній музей
- Музей авіації та космонавтики імені С. П. Корольова

## Відомі люди

### Народилися
- Аронін Лев Соломонович (1920—1982) — радянський шахіст, міжнародний Майстер (1950)
- Бляхер Леонід Якович (1900—1987) — радянський ембріолог та історик науки
- Шпігель Григорій Ойзерович (1914—1981) — російський актор
- Казімеж Ґамський (1917—1988) — польський і бельгійський учений-матеріаліознавець; футболіст.
- Жбаков Юрій Павлович (1921—1999) — російський актор, народний артист УРСР (1968).
- Забродіна Тетяна Андріївна  (1925—1993) — російська акторка театру та кіно
- Макагонова Роза Іванівна (1927—1995) — російська актриса
- Рязанов Ельдар Олександрович (1927—2015) — радянський і російський кіно- і телережисер
- Полока Геннадій Іванович (1930—2014) — радянський та російський кінорежисер, сценарист, актор та продюсер
- Жигалов Михайло Васильович (* 1942) — радянський, російський актор театру і кіно
- Санаєва Олена Всеволодівна (* 1942) — російська акторка
- Лапицький Сергій Володимирович (* 1959) — полковник Збройних сил України, фахівець в царині теорії озброєння, доктор технічних наук, професор, заслужений діяч науки і техніки України.
- Маренич Антоніна Олександрівна (нар. 17 березня 1949) — українська співачка, засновниця та музичний керівник фольк-тріо «Маренич» (м. Луцьк), Народна артистка України.
- Меркушина Ірина Володимирівна (нар. 1968) — радянська і українська біатлоністка.
- Ванникова Ірина Валеріївна (нар. 1976) — український журналіст.
- Табачников Сергій Віталійович — гітарист-віртуоз.
- Солонін Марко Семенович (нар. 1958) — письменник.
- Фейгін Марк Захарович (нар. 1971) — російський опозиційний юрист і відеоблогер